# مسجد المدينة المنورة (باربادوس)
مسجد المدينة المنورة هو مسجد في بريدج تاون، باربادوس.

## التاريخ
تم افتتاح المسجد في فبراير 1957. في 25 يناير 2020، تم إعلان المسجد كمبنى تاريخي من قبل صندوق باربادوس الوطني.

## أنظر أيضا
- الإسلام في باربادوس